# 徐建寅
徐建寅（1845年—1901年），字仲虎，江苏无锡人，清朝末年科学家。徐寿之子。著有《造船全书》、《兵法新书》等作。最初在江南制造总局与李善兰、华蘅芳等人翻译西方自然科学书籍。后先后在天津机器局、山东机器局、福州船政局任职。光绪四年（1878年）担任驻德国使馆参赞，到英国、法国等地考察。1886年在金陵机器局炼钢制枪。后担任湖北枪炮厂督办。1901年在试制火药时不慎，引发爆炸而被炸死。